# Euphyia gekatsungensis
Euphyia gekatsungensis är en fjärilsart som beskrevs av Felix Bryk 1948. Euphyia gekatsungensis ingår i släktet Euphyia och familjen mätare. Inga underarter finns listade i Catalogue of Life.